# Михельсон, Лев Александрович
Лев Алекса́ндрович Михельсо́н (7 [19] августа 1861, Тульчин, Подольская губерния — 2 августа 1923, Мюнхен, Германия) — российский юрист, предприниматель (углепромышленник, издатель). Брат физика, геофизика и метеоролога В. А. Михельсона и российского военачальника, генерал-лейтенанта А. А. Михельсона.

## Биография
Родился 7 (19) августа 1861 года в Тульчине Подольской губернии (ныне Винницкая область Украины) в семье коллежского советника, гражданского инженера департамента земледелия и сельской промышленности Александра Михайловича Михельсона (1825—1875); мать — Мария-Антуанетта, урожд. Делиус.
В 1878 году окончил частную гимназию Креймана в Москве, в 1883 году юридический факультет Московского университета со степенью кандидата.
В 1880-х годах был присяжным поверенным. В 1895 году Михельсон получил свидетельство на право разведывания золота и руд и в 1896 году вместе с коллежским секретарем Н. И. Перфильевым и омским купцом Г. И. Ременниковым учредил акционерное общество Судженских каменноугольных копей. После выкупа акций компаньонов в 1897 году он стал единоличным владельцем крупнейших в Сибири каменноугольных копей, поставлявших уголь сибирским и уральским заводам (являлся монополистом по продаже угля от Волги до Енисея). Балансовая стоимость Судженских копей в 1916 году составляла 8 млн. руб.
В 1914 году Михельсон купил большую часть паёв основанной А. С. Сувориным московской газеты «Вечернее время» с тиражом до 135 тыс. экземпляров. Ему также принадлежала большая часть акций газеты А. И. Гучкова «Голос Москвы». В 1916 году приобрёл у фирмы «В.Я. Гоппер и К°» Московский электромеханический завод («Завод Михельсона», на котором в 1918 году состоялось покушение на В. И. Ленина); на 15-миллионную субсидию правительства наладил выпуск снарядов и гранат. В 1917 году учредил акционерное общество «Русская машина» с капиталом в 12 млн руб. Имел лесные дачи, имение, особняк на Малой Никитской в Москве. В 1917—1918 годах расширил предприятия в Сибири, купил Лебедянские копи Д. К. Мачини и П. М. Тимофеева, 3 лесопилки по Яе, мукомольную мельницу и кирпичный завод. В 1918 году предприятия Михельсона были национализированы.
По своим политическим убеждениям Л. А. Михельсон тяготел к конституционным монархистам, состоял членом московского ЦК партии Союза 17 октября.
Умер 2 августа 1923 года в Мюнхене.
Был женат на Надежде Михайловне Горбовой (ок. 1863 — 1918).